# Федорович Іван Андрійович
Іван Андрійович Федорович гербу Огінець (10 червня 1811, с. Гнилиці, нині Тернопільського району— 2 листопада 1870, с. Вікно, нині Гусятинський район, Тернопільщина) — руський (український) і польський письменник-мораліст, філософ, правник, громадський діяч у Галичині. Батько Володислава Федоровича, стрийко Тадея Федоровича, дід Дарії Віконської. Доктор права (1840 р.).

## Життєпис

Герб Огінець

Син землевласників Андрія Федоровича та Розалії з Гриневичів (дочка Івана та Аполонії з Лозінських). Мав братів Антіна (1806—1881) та Адріяна (1818—1856).
Дитинство та юність провів у селі Жеребках. Навчався у гімназіях у Тернополі (оо. єзуїтів, 1823—1829 роки) та Львова (1829—1830 роки), у Львівському та Віденському університетах.
Учасник антимосковського повстання 1830—1831 років (кінна артилерія), був поранений. За причетність до польського конспіративного руху ув'язнений 1846 року в Тернополі разом з братами. Амністований у 1848 році.
З 1845 року орендар маєтку в селі Білинівка (тепер Гусятинського району). Від 1850 року (дідич, пол. dziedic), проживав у своєму матку в селі Вікно, мав господарські справи (маєтності в Скалатському, Збаразькому повітах). Започаткував колекцію рукописів, книг, старожитностей, мистецьких цінностей; подорожував країнами Західньої Європи.
Серпень-грудень 1848 року — посол парламенту Австрійської імперії. Ініціатор створення агрономічних, кредитових, благодійних товариств, жертводавець на громадські потреби в Тернопільському циркулі. Жив ощадно, «…за високі парляментські дієти купив собі найманий маєток у Вікні на власність і докупив ще два, один у Клебанівці».
У 1859 році член Державного комітату з підготовки закону про самоуправління Галичини, розробник власного проєкту цього документу (не був прийнятий урядом). У 1850-ті роках мав філософсько-літературну працю, написав твори руською (українською) мовою (зокрема, вірш «Помарніла наша доля», який став популярною піснею, музика Анатоля Вахнянина), працював над філософською книгою «Організм соціяльний» (рукопис утрачений). Залишив 9 книг щоденників, понад 10000 сторінок рукописів філософських, соціологічних нотаток (колекція, архів загинули 1917 року). Частина творчої спадщини опублікована в книзі «Афоризми Яна Федоровича» (1873 р. польською мовою), «Афоризми» (1882 р.), «Думки Івана Андрійовича Федоровича» (Москва, 1884 р., рос., видана заходами сина), «Федорович Іван. Листи» (1913 р., польською мовою). Іван Франко упорядковував сімейний архів Федоровичів, присвятив І. А. Федоровичу нарис «Життя Івана Федоровича і його часи». Ініціатор створення «Товариства взаємодопомоги приватних офіціялістів», шпиталю в Тернополі (дав 1000 золотих).
Помер раптово на полюванні.

### Сім'я
Дружина — Кароліна Наглік, донька вищого урядовця, шлюб — у 1839 р. Мали сина Володислава і доньку Людмилу (1840-1849).